# Negro (termo)

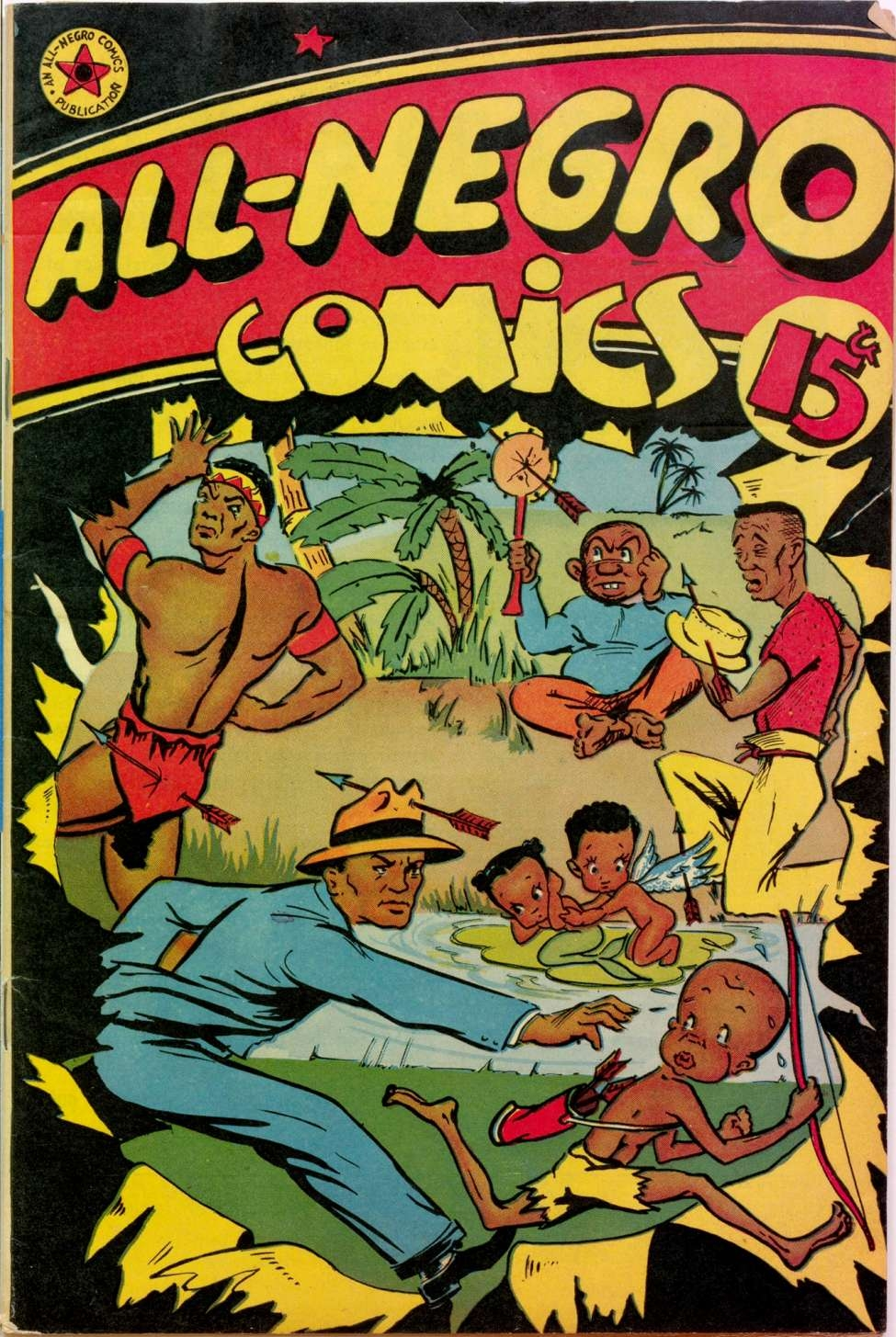
"Negro" já foi um termo aceitável nos Estados Unidos. All-Negro Comics foi uma antologia de quadrinhos de 1947 escrita por escritores afro-americanos e com personagens negros.

Negro é uma palavra usada no mundo lusófono para se referir a uma pessoa de ascendência negra, seja de origem africana ou não. A palavra negro tem origem no latim niger que se refere a cor preta.
Certos sociólogos brasileiros, como Clóvis Moura, consideram o termo "negro" o mais adequado para classificar o grupo étnico ao qual a pessoa pertence. Argumenta-se que existe uma grande resistência da sociedade brasileira na utilização do termo citado, em razão deste ser considerado, equivocadamente, um termo preconceituoso. 
Para estes sociólogos, a palavra "negro" não possui conotação pejorativa. O Instituto Brasileiro de Geografia e Estatística (IBGE), assim como instituições governamentais como o INEP, usam indistintamente os termos "negro", "preto" e "pardo" para se referir à etnias.
Nos Estados Unidos, "negro" (um empréstimo linguístico do espanhol ou português para o inglês), se tornou um termo com forte conotação ofensiva, racista, preconceituosa e pejorativa para a população negra do país, sendo aceito o seu uso na arte áudio visual como em filmes com contextos históricos e factuais contemporâneos ou músicas de autores negros, por exemplo Palavra extremamente ofensiva se pronunciada por indivíduo(s) que não seja(m) de descendência negra/africana por fazer referência a maneira como eram chamados durante o período de escravidão neste país. No entanto, utilizada amplamente dentro da comunidade negra dos Estados Unidos, mas não de maneira ofensiva, e sim de maneiras que variam de fraternais e/ou tribais/comunitárias à provocativas, de incentivo de honra entre outros contextos semânticos. Em Angola é utilizada com o mesmo sentido, e com idêntica gama e subjectividade de conotações. É usada com muita frequência a palavra em gíria bumbo com idêntico significado. Esta, da mesma forma, pode ser tomada como ofensiva ou ser perfeitamente inócua e usada entre amigos.
Contudo, o termo não é visto pela comunidade negra mundial, ou seja, como um todo, como ofensiva, ao contrário, um indivíduo de etnia negra, geralmente, orgulha-se de ser negro e sente-se ofendido por ser chamado de preto. Inclusive, indivíduos de outras raças também já se manifestaram desconfortáveis em chamar uma pessoa negra de preta, dizem sentir o termo "preto" muito mais carregado de preconceito do que o "negro" embora ambos tenham o mesmo significado. [carece de fontes?]
No Brasil, ambos os termos são reconhecidos e utilizados pelo Estado como não ofensivos, utilizados amplamente como itens de critério de auto-identificação em formulários, sendo considerados pejorativos e inclusive criminosos apenas em discursos de ódio, ideologias supremacistas e outros contextos nitidamente racistas, discriminatórios, segregacionistas e preconceituosos.
Vale ressaltar que a palavra "negro" também é utilizada em contextos que não se referem a raça, como por exemplo o famoso e consagrado Clube de Regatas Flamengo, cujo time de futebol brasileiro e sua torcida são nacionalmente reconhecidos quando se usa o termo "Rubro-Negro", referencia as cores vermelha e preta presentes em sua bandeira, sendo apenas um de vários grupos desportivos existentes no país que são, neste caso regionalmente, reconhecidos pelo termo.